# Metil
Metil (prema metilen) je najjednostavnija alkilna skupina (radikal) u organskim spojevima, CH3, jednovalentna, izvedena od metana (CH4) oduzimanjem jednoga vodikova atoma (na primjer metil-klorid, CH3Cl).

## Metiliranje
Metiliranje je uvođenje metilne skupine u organske spojeve. 

## Metilen
Dvovalentna skupina (radikal), CH2, dobivena oduzimanjem dvaju vodikovih atoma metanu naziva se metilen. 